# Aritmetisk ring
Inom matematiken är en aritmetisk ring en kommutativ ring R som satisfierar någon av de följande ekvivalenta kraven:
1. Lokaliseringen {\displaystyle R_{\mathfrak {m}}} av R vid {\displaystyle {\mathfrak {m}}} är en uniserial ring för varje maximalt ideal {\displaystyle {\mathfrak {m}}} of R.
2. För alla ideal {\displaystyle {\mathfrak {a}},{\mathfrak {b}},{\mathfrak {c}}} är
{\displaystyle {\mathfrak {a}}\cap ({\mathfrak {b}}+{\mathfrak {c}})=({\mathfrak {a}}\cap {\mathfrak {b}})+({\mathfrak {a}}\cap {\mathfrak {c}}).}
3. För alla ideal {\displaystyle {\mathfrak {a}},{\mathfrak {b}},{\mathfrak {c}}} är
{\displaystyle {\mathfrak {a}}+({\mathfrak {b}}\cap {\mathfrak {c}})=({\mathfrak {a}}+{\mathfrak {b}})\cap ({\mathfrak {a}}+{\mathfrak {c}}).}

De två sista kraven säger båda att gittret av alla ideal av R är distributivt.